# San Salvador de Couzadoiro
Couzadoiro (llamada oficialmente San Salvador de Couzadoiro) es una parroquia española del municipio de Ortigueira, en la provincia de La Coruña, Galicia.

## Entidades de población
Entidades de población que forman parte de la parroquia:
- A Peníscola
- Braelle
- Budeiros de Baixo (Budeiros de Abaixo)
- Budeiros de Riba (Budeiros de Arriba)
- Carballo Gordo[5] (O Carballo Gordo)
- Carboeiros (O Carboeiro)
- Casás[6] (Os Casás)
- Coruxo Novo
- Coruxo Vello
- Covelo[7] (O Covelo)
- Feo[8] (O Feo)
- Filgueira[9] (A Filgueira)
- Iglesia[10] (A Igrexa)
- Lexoa (A Lixoa)
- Loureiro (Os Loureiros)
- Mucrín
- Nogueiras (As Nogueiras)
- O Valle
- Paredes[11] (As Paredes)
- Pazo[12] (O Pazo)
- Ponte da Pedra[13] (A Ponte da Pedra)
- Rande
- Ratón
- Regueira de Baixo (A Regueira de Abaixo)
- Regueira de Riba (A Regueira de Arriba)
- Requeijo (Requeixo)
- Sóñora[14] (Sóñara)
- Souto[15] (O Souto)
- Ventosa
- Vilar (O Vilar)
- Villalbas[16] (Os Vilalbas)

## Despoblados
- Baxás
- Carballos[17] (Os Carballos)
- Ervella[18] (A Ervella)
- Escada[19] (A Escada)
- Figueira[20] (As Figueiras)
- Tellado[21] (O Tellado)
- Rego Vello de Baixo (Rego Vello de Abaixo)
- Rego Vello de Riba (Rego Vello de Arriba)
- Vidueiros (Bidueiros)

## Demografía
| Gráfica de evolución demográfica de Couzadoiro entre 2000 y 2022 |
|                                                                  |
| Datos según el nomenclátor publicado por el INE.                 |